# Цвейг, Стефан
Сте́фан Цвейг (нем. Stefan Zweig — Штефан Цвайг; 28 ноября 1881 — 22 февраля 1942) — австрийский писатель, художник, драматург и журналист. Автор многих новелл, пьес, стихов и беллетризованных биографий.
Был дружен с такими известными людьми, как Ромен Роллан, Эмиль Верхарн, Франс Мазерель, Райнер Мария Рильке, Огюст Роден, Томас Манн, 3игмунд Фрейд, Джеймс Джойс, Герман Гессе, Герберт Уэллс, Поль Валери, Максим Горький, Рихард Штраус, Бертольт Брехт.

## Биография

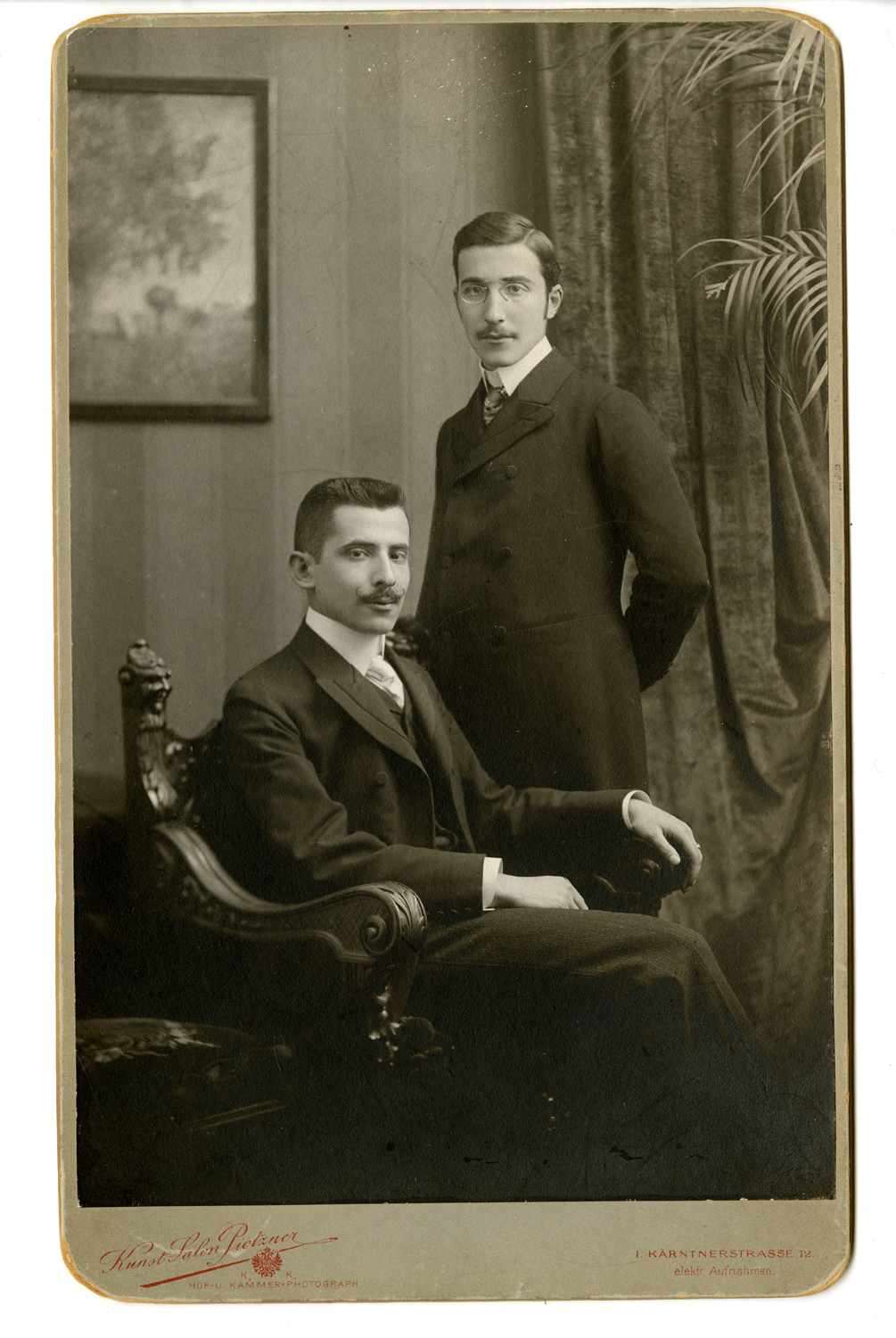
Стефан Цвейг (стоит) с братом Альфредом. Ок. 1900 г.

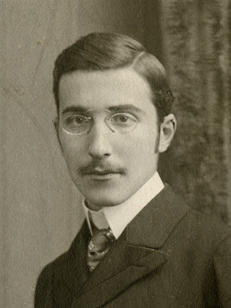
Стефан Цвейг в молодости (примерно 1900 год)

Стефан родился в Вене в богатой еврейской семье. Отец, Мориц Цвейг (1845—1926), владел текстильной фабрикой. Мать, Ида Бреттауэр (1854—1938), происходила из семьи еврейских банкиров. О детстве и отрочестве будущего писателя известно мало: сам он говорил об этом довольно скупо, подчёркивая, что в начале его жизни всё было точно так же, как у других европейских интеллигентов рубежа веков. В автобиографическом произведении "Вчерашний мир" (1939-1941) Стефан Цвейг пишет о своей семье так: "Семья моего отца происходила из Моравии. Еврейские общины жили там в небольших деревушках, в добром согласии с крестьянами и мелкой буржуазией... Мой дед со стороны отца занимался сбытом мануфактурных изделий... И если дед мой, как типичный представитель начального этапа этого процесса, служил лишь посредником в сбыте готовой продукции, то мой отец уже без колебаний шагнул в новое время, основав на тридцатом году жизни небольшую ткацкую фабрику в Северной Богемии, из которой он затем неспешно, за несколько лет, создал солидное предприятие."
Окончив в 1900 году гимназию, Цвейг поступил в Венский университет, где изучал философию и в 1904 году получил докторскую степень.
Уже во время учёбы на собственные средства опубликовал первый сборник своих стихов («Серебряные струны» (нем. Silberne Saiten, 1901). Стихи написаны под влиянием Гофмансталя, а также Рильке, которому Цвейг отправил свой сборник. Рильке прислал в ответ свою книгу. Так завязалась дружба, продолжавшаяся до самой кончины Рильке в 1926 году.
Окончив Венский университет, Цвейг отправился в Лондон и Париж (1905), затем путешествовал по Италии и Испании (1906), посетил Индию, Индокитай, США, Кубу, Панаму (1912). Последние годы Первой мировой войны жил в Швейцарии (1917—1918), а после войны поселился близ Зальцбурга.
В годы Первой мировой войны Цвейг опубликовал очерк о Ромене Роллане, назвав его «совестью Европы». Также он создал эссе, посвящённые Максиму Горькому, Томасу Манну, Марселю Прусту и Йозефу Роту.
В 1920 году Цвейг женился на Фридерике Марии фон Винтерниц (Friderike Maria von Winternitz), урождённой Бергер, у которой уже были две дочери от первого брака. К середине 1930-х гг. их отношения ухудшились, и вскоре Цвейг завёл роман с секретаршей Шарлоттой Альтманн. В 1938 году Цвейг формально развёлся с женой, что позволило ему в 1939 г. жениться на Шарлотте.
В 1934 году, после прихода Гитлера к власти в Германии и установления режима Дольфуса в Австрии, Цвейг покинул Австрию и уехал в Лондон. В 1940 году Цвейг с женой переехали в Нью-Йорк, а 22 августа 1940 — в Петрополис, пригород Рио-де-Жанейро. Испытывая жестокое разочарование и депрессию, 22 февраля 1942 года Цвейг и его жена приняли смертельную дозу веронала и были найдены в своём доме мёртвыми, держащимися за руки.
Дом Цвейга в Бразилии позднее был превращён в музей и известен теперь как Casa Stefan Zweig.
В 1981 году, к 100-летию писателя, выпущена почтовая марка Австрии.

## Новеллистика Стефана Цвейга. Романы и жизнеописания
Новеллы Цвейга — «Амок» (Der Amokläufer, 1922), «Смятение чувств» (Verwirrung der Gefühle, 1927), «Мендель-букинист» (1929), «Шахматная новелла» (Schachnovelle, оконч. в 1941), а также цикл исторических новелл «Звёздные часы человечества» (Sternstunden der Menschheit, 1927) — сделали имя автора популярным во всём мире. Новеллы поражают драматизмом, увлекают необычными сюжетами и заставляют размышлять над превратностями человеческих судеб. Цвейг не устаёт убеждать в том, насколько беззащитно человеческое сердце, на какие подвиги, а порой преступления толкает человека страсть.
Цвейг создал и детально разработал свою собственную модель новеллы, отличную от произведений общепризнанных мастеров короткого жанра. События большинства его историй происходят во время путешествий, то увлекательных, то утомительных, а то и по-настоящему опасных. Всё, что случается с героями, подстерегает их в пути, во время коротких остановок или небольших передышек от дороги. Драмы разыгрываются в считанные часы, но это всегда главные моменты жизни, когда происходит испытание личности, проверяется способность к самопожертвованию. Сердцевиной каждого рассказа Цвейга становится монолог, который герой произносит в состоянии аффекта.
Новеллы Цвейга представляют собой своего рода конспекты романов. Но когда он пытался развернуть отдельное событие в пространственное повествование, то его романы превращались в растянутые многословные новеллы. Поэтому романы из современной жизни Цвейгу в общем не удавались. Он это понимал и к жанру романа обращался редко. Это «Нетерпение сердца» (Ungeduld des Herzens, 1938) и «Угар преображения» (Rausch der Verwandlung) — незаконченный роман, впервые напечатанный по-немецки в 1982 г. спустя сорок лет после смерти автора (в русск. пер. «Кристина Хофленер», 1985).
Цвейг нередко писал на стыке документа и искусства, создавая увлекательные жизнеописания Магеллана, Марии Стюарт, Эразма Роттердамского, Жозефа Фуше, Бальзака (1940).
В исторических романах принято домысливать исторический факт силой творческой фантазии. Где не хватало документов, там начинало работать воображение художника. Цвейг, напротив, всегда виртуозно работал с документами, обнаруживая в любом письме или мемуарах очевидца психологическую подоплёку.

## «Мария Стюарт» (1935), «Триумф и трагедия Эразма Роттердамского» (1934)
Драматическая личность и судьба Марии Стюарт, королевы Шотландии и Франции, всегда будет волновать воображение потомков. Автор обозначил жанр книги «Мария Стюарт» (Maria Stuart, 1935) как романизированная биография. Шотландская и английская королевы никогда не видели друг друга. Так пожелала Елизавета. Но между ними на протяжении  века шла интенсивная переписка, внешне корректная, но полная скрытых уколов и колких оскорблений. Письма и положены в основу книги. Цвейг воспользовался также свидетельствами друзей и недругов обеих королев, чтобы вынести беспристрастный вердикт обеим.
Завершив жизнеописание обезглавленной королевы, Цвейг предается итоговым размышлениям: «У морали и политики свои различные пути. События оцениваются по-разному, смотря по тому, судим мы о них с точки зрения человечности или с точки зрения политических преимуществ». Для писателя в начале 30-х гг. конфликт морали и политики носит уже не умозрительный, а вполне ощутимый характер, касающийся его самого лично.
Герой книги «Триумф и трагедия Эразма Роттердамского» (Triumph und Tragik des Erasmus von Rotterdam, 1934) особенно близок Цвейгу. Ему импонировало, что Эразм считал себя гражданином мира. Эразм отказывался от самых престижных должностей на церковном и светском поприщах. Чуждый суетных страстей и тщеславия, он употребил все свои усилия на то, чтобы добиться независимости. Своими книгами он покорил эпоху, ибо сумел сказать проясняющее слово по всем больным проблемам своего времени.
Эразм порицал фанатиков и схоластов, мздоимцев и невежд. Но особенно ненавистны ему были те, кто разжигал рознь между людьми. Однако вследствие чудовищного религиозного раздора Германия, а вслед за ней и вся Европа были обагрены кровью.
По концепции Цвейга, трагедия Эразма в том, что он не сумел предотвратить эти побоища. Цвейг долгое время верил, что Первая мировая война — трагическое недоразумение, что она останется последней войной в мире. Он полагал, что вместе с Роменом Ролланом и Анри Барбюсом, вместе с немецкими писателями-антифашистами он сумеет предотвратить новое мировое побоище. Но в те дни, когда он трудился над книгой об Эразме, нацисты произвели у него в доме обыск. Это был первый сигнал тревоги.

## Последние годы. «Вчерашний мир» и самоубийство

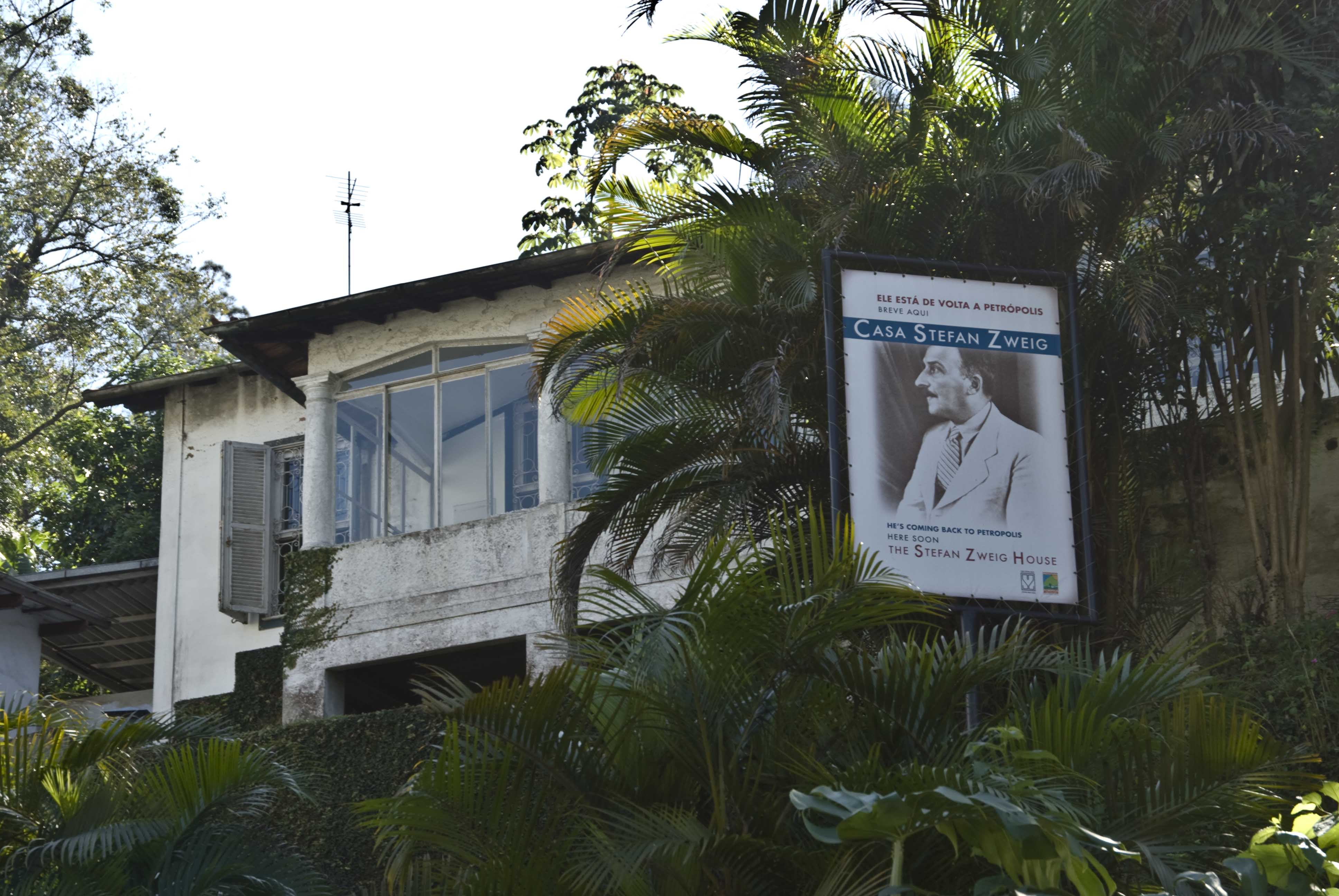
Дом Стефана Цвейга в Петрополисе

Цвейг тяжело переживал надвигавшуюся европейскую катастрофу. В его заключительной мемуарной книге «Вчерашний мир» прежний мир исчез, а в настоящем мире он всюду чувствовал себя чужим. Цвейг бежал из Зальцбурга, избрав временным местом жительства Лондон (1935). Затем отправился в Латинскую Америку (1940), переехал в США (1941), но вскоре решил поселиться в небольшом бразильском городе Петрополис.
22 февраля 1942 года Цвейг покончил жизнь самоубийством вместе с женой, приняв большую дозу снотворного — веронала.
Эрих Мария Ремарк так написал об этом эпизоде в романе «Тени в раю»: «Если бы в тот вечер в Бразилии, когда Стефан Цвейг и его жена покончили жизнь самоубийством, они могли бы излить кому-нибудь душу хотя бы по телефону, несчастья, возможно, не произошло бы. Но Цвейг оказался на чужбине среди чужих людей».

## Стефан Цвейг и СССР
В 1928 году Цвейг приехал в Советский Союз на торжества по случаю столетия со дня рождения Льва Толстого. Встречался с Константином Фединым и др.
Позднее его отношение к Советскому Союзу стало критическим. 28 сентября 1936 года он писал Ромену Роллану: «… в Вашей России Зиновьев, Каменев, ветераны Революции, первые соратники Ленина расстреляны как бешеные собаки… Вечно та же техника, как у Гитлера, как у Робеспьера: идейные разногласия именуют „заговором“». Это привело к охлаждению между Цвейгом и Ролланом.
Цвейг долгие годы был наиболее популярным и издаваемым австрийским писателем в СССР.

## Наследие
В 2006 была создана частная благотворительная организация «Casa Stefan Zweig», ставящая своей конечной целью создание музея Стефана Цвейга в Петрополисе — в доме, где он и его жена жили последние месяцы и ушли из жизни.

## Коллекция автографов
Начиная с 15 лет, и до своего окончательного отъезда из Австрии, Цвейг коллекционировал автографы знаменитостей, преимущественно, людей творческих, вызывавших у него особое уважение.
Начав с простого собирания подписей, со временем ему стало интересно приобретать черновики с правками наиболее значительных произведений автора. А в дальнейшем и составлять из них иллюстрацию всего творческого пути с детства и до последних лет. Помимо этого он собрал более 4000 книг, справочников, каталогов, посвящённых коллекционированию рукописей.
За более, чем 35 лет его коллекция стала одной из крупнейших в мире. В неё входили подлинники рукописей Леонардо да Винчи, Наполеона, Баха, Моцарта, Бетховена, Гёте, Вагнера, Ницше и очень многих других.
Цвейг подчёркивал, что считает себя не владельцем, а временным хранителем этих вещей, что его прежде всего интересует не обладание, а сам процесс поиска, "не создание, а созидание".
Уезжая, наиболее ценную часть собрания он передал Венской национальной библиотеке. Из оставшихся вещей что-то распродал, что-то просто оставил в доме. Судьба их неизвестна.

## Избранная библиография

### Стихотворные сборники
- «Серебряные струны» (1901)
- «Ранние венки» (1906)

### Драмы, трагедии
- «Дом у моря» (трагедия, 1912)
- «Иеремия» (Jeremias, 1918, драматическая хроника)

### Циклы
- «Первые переживания: четыре новеллы из страны детства» («В сумерках», «Гувернантка», «Жгучая тайна», «Летняя новелла») (Erstes Erlebnis.Vier Geschichten aus Kinderland, 1911)
- «Три мастера: Диккенс, Бальзак, Достоевский» (Drei Meister: Dickens, Balzac, Dostoyevsky, 1919)
- «Борьба с безумием: Гёльдерлин, Клейст, Ницше» (Der Kampf mit dem Dämon: Hölderlin, Kleist, Nietzsche, 1925)
- «Звёздные часы человечества» (в первом русском переводе — «Роковые мгновения») (цикл новелл, включает очерк Марсельеза, 1927)
- «Три певца своей жизни: Казанова, Стендаль, Толстой» (Drei Dichter ihres Lebens, 1928)
- «Психика и врачевание: Месмер, Бекер-Эдди, Фрейд» (1931)

### Новеллы
- «Совесть против насилия: Кастеллио против Кальвина» (Castellio gegen Calvin oder. Ein Gewissen gegen die Gewalt, 1936)
- «Амок» (Der Amokläufer, 1922)
- «Письмо незнакомки» (Brief einer Unbekannten, 1922)
- «Незримая коллекция» (1926)
- «Смятение чувств» (Verwirrung der Gefühle, 1927)
- «Двадцать четыре часа из жизни женщины» (1927)
- «Мендель-букинист» (1929)
- «Шахматная новелла» (1942)
- «Жгучая тайна» (Brennendes Geheimnis, 1911)
- «В сумерках»
- «Женщина и природа»
- «Закат одного сердца»
- «Фантастическая ночь»
- «Улица в лунном свете»
- «Летняя новелла»
- «Последний праздник»
- «Страх»
- «Лепорелла»
- «Невозвратимое мгновение»
- «Украденные рукописи»
- «Гувернантка» (Die Gouvernante, 1911)
- «Принуждение»
- «Случай на Женевском озере» (1919)
- «Тайна Байрона»
- «Неожиданное знакомство с новой профессией»
- «Артуро Тосканини»
- «Кларисса» (не окончена)

### Легенды
- «Легенда о сёстрах-близнецах»
- «Лионская легенда»
- «Легенда о третьем голубе»
- «Глаза извечного брата» (1922)

### Романы
- «Нетерпение сердца» (Ungeduld des Herzens, 1938)
- «Угар преображения» (Rausch der Verwandlung, 1982, в русском переводе (1985) — «Кристина Хофленер»)

### Беллетризированные биографии, жизнеописания
- «Франс Мазерель» (Frans Masereel, 1923; совместно с Артуром Холичером)
- «Мария-Антуанетта: портрет ординарного характера» (Marie Antoinette, 1932)
- «Триумф и трагедия Эразма Роттердамского» (1934)
- «Мария Стюарт» (Maria Stuart, 1935)
- «Совесть против насилия: Кастеллио против Кальвина» (1936)
- «Подвиг Магеллана» («Магеллан. Человек и его деяние», 1938)
- «Бальзак» (Balzac, 1946, 1963 (серия «ЖЗЛ») опубликована посмертно)
- «Америго. Повесть об одной исторической ошибке»
- «Жозеф Фуше. Портрет политического деятеля»

### Автобиография
- «Вчерашний мир: воспоминания европейца» (Die Welt von gestern, 1943, опубликована посмертно)

### Статьи, эссе
- «Огонь»
- «Диккенс»
- «Данте»
- «Речь к шестидесятилетию Ромена Роллана»
- «Речь к шестидесятилетию Максима Горького»
- «Смысл и красота рукописей (Речь на книжной выставке в Лондоне)»
- «Книга как врата в мир»
- «Ницше»

## Издания на русском языке
- Собрание сочинений в 10 томах. М.: Терра, 1992—1993. Переиздание — 1996.
- Собрание сочинений в 9 томах. М.: Библиосфера, 1996—1997.
- Собрание сочинений в 6 томах. Тула: АО Гриф., Левша. 1994.
- Собрание сочинений в 4 томах. М.: Художественная литература, 1982—1984.
- Собрание сочинений в 7 томах. М.: Правда, 1963
- Собрание сочинений. Т. 1-12. Л.: Время, 1927—1932
- Избранные произведения в 2-х томах. М.: Гослитиздат, 1956, 1957
- Избранные сочинения в 3-х томах. М.: Вече, 2001
- Цвейг Ст. Бальзак (ЖЗЛ)

## Экранизации
- 24 часа из жизни женщины (1931, Германия) — экранизация одноимённой новеллы, режиссёр Роберт Ланд.
- Жгучая тайна (1933, Германия) — экранизация одноимённой новеллы, режиссёр Роберт Сьодмак.
- Амок (1934, Франция) — экранизация одноимённой новеллы, режиссёр Фёдор Оцеп.
- Остерегайтесь жалости (1946) — экранизация романа «Нетерпение сердца», режиссёр Морис Элвей.
- Письмо незнакомки (1948, США) — по одноимённой новелле, режиссёр Макс Офюльс.
- Похищенный год (1951, Австрия) — по сценарию писателя, сюжет совпадает с позже найденной в рукописью романа «Кристина Хофленер», режиссёр Вильфрид Фрасс.
- Страх (1954) — по одноимённой новелле, режиссёр Роберто Росселлини.
- Шахматная новелла (1960) — по одноимённой новелле, немецкого режиссёра Герда Освальда.
- Опасная жалость (1979) — двухсерийный фильм французского кинорежиссёра Эдуара Молинаро, экранизация романа «Нетерпение сердца».
- Смятение чувств (1979) — фильм бельгийского режиссёра Этьена Перье по одноимённой новелле Цвейга.
- Жгучая тайна (1988) — фильм режиссёра Эндрю Биркина, получивший призы на Брюссельском и Венецианском кинофестивалях.
- Хмель преображения (1989, Франция) — двухсерийный фильм по мотивам незаконченного произведения «Кристина Хофленер», режиссёр Эдуар Молинаро.
- Последний праздник — кинофильм, поставленный по одноимённой новелле.
- Кларисса (1998) — телефильм, экранизация одноимённой новеллы, режиссёр Жак Дере.
- Письмо незнакомки (2001) — последний фильм французского кинорежиссёра Жака Дере, экранизация одноимённой новеллы.
- 24 часа из жизни женщины (2002) — фильм французского режиссёра Лорана Буника, экранизация одноимённой новеллы.
- Любовь за любовь (2013, Россия) — фильм режиссёра Сергея Ашкенази по мотивам романа «Нетерпение сердца»[11]
- Обещание (2013) — мелодрама режиссёра Патриса Леконта, экранизация новеллы «Путешествие в прошлое».
- По мотивам произведений снят фильм «Отель „Гранд Будапешт“». В финальных титрах фильма указано, что его сюжет вдохновлён произведениями автора (создатели фильма упоминают такие произведения, как «Нетерпение сердца», «Вчерашний мир. Записки европейца», «Двадцать четыре часа из жизни женщины»).
- Отель Гранд Будапешт (2014) Отель «Гранд Будапешт»
- Королевская игра (2021) — драма по мотивам Шахматной новеллы немецкого режиссёра Филиппа Штёльцля.
- Поцелуй (2022) — романтическая драма по мотивам «Нетерпения сердца» датского кинорежиссёра Билле Аугуста.